# Ioniță Scipione Bădescu
Ioniță Scipione Bădescu (n. 15 mai 1847, Răstolț, România – d. 4 octombrie 1904, Botoșani, România) a fost un poet, scriitor și publicist român.

## Biografie
Studiile primare le-a făcut în Răstolț. Apoi, a urmat studiile secundare la Beiuș. A plecat la Budapesta, pentru a începe studiile universitare, pe care le-a continuat la București și Iași. La Iași a devenit membru al Societății Junimea și s-a împrietenit cu Eminescu, care l-a luat ca model pentru personajul principal din „Sărmanul Dionis”.
A avut o intensă activitate publicistică, fiind pe rând redactor la Curierul de Iași, Pressa, Trompeta Carpaților, Timpul din București.
Este numit revizor școlar pentru județele mai întâi pentru județele Neamț și Suceava, apoi pentru Botoșani și Dorohoi. Cu această ocazie, pe 2 martie 1886, scoate la Botoșani publicația Curierul român. Publicația apare până în 1904, anul morții sale. 
A colaborat la o serie lungă de publicații, între care Albina (Pesta), Albina Carpaților (Sibiu), Amicul Familiei (Gherla și Cluj), Concordia și Federațiunea (Budapesta), Fenice (Oradea), Foaia societății pentru literatura și cultura română în Bucovina (Cernăuți), Glasul (București).

## In memoriam
Biblioteca Județeană Sălaj, din Zalău, poartă numele de „Ioniță Scipione Bădescu”.
În turnul Palatului Administrativ din Vaslui funcționează un ceas cu două cadrane. Odată cu montarea ceasului a fost imprimată pe bandă de magnetofon și melodia „Trompetele răsună”, pe versuri de Scipione Bădescu, muzica aparținând compozitorului Gavril Muzicescu.

## Opere

### Volume proprii
- Poesii originali, Tip. Noseda, Pesta, 1868.
- Coroana României (poezii), Tip. Thiel și Weiss, București, 1881.

### Antologii
- Armonii de la 14 Martie și 10 Mai 1881, Edit. Tipo-Lit. H. Goldner, Iași, 1881.

### Poezii publicate în reviste
- „Armatei române”, în Amicul Familiei, nr. 7, 13 noiembrie 1878.[3]